# شرودمیشچیه (ورشو)
شرودمیشچیه (به لهستانی:  Śródmieście) یک منطقهٔ مسکونی در لهستان است که در ورشو واقع شده‌است. شرودمیشچیه ۱۵٫۵۷ کیلومتر مربع مساحت و ۱۲۲٬۶۴۵ نفر جمعیت دارد.